# العلاقات الباهاماسية الناوروية
العلاقات الباهاماسية الناوروية هي العلاقات الثنائية التي تجمع بين باهاماس وناورو.

## مقارنة بين البلدين
هذه مقارنة عامة ومرجعية للدولتين:
| وجه المقارنة                                              | باهاماس      | ناورو                          |
| --------------------------------------------------------- | ------------ | ------------------------------ |
| المساحة (كم2)                                             | 13.88 ألف    | 21                             |
| عدد السكان (نسمة)                                         | 395.36 ألف   | 10.08 ألف                      |
| الكثافة السكانية (ن./كم²)                                 | 28.48        | 48.00 ألف                      |
| العاصمة                                                   | ناساو        | ضاحية يارين                    |
| اللغة الرسمية                                             | لغة إنجليزية | اللغة الناورونية، لغة إنجليزية |
| العملة                                                    | دولار بهامي  | دولار أسترالي                  |
| الناتج المحلي الإجمالي (بليون دولار)                      | 12.16 مليار  | 113.88 مليون                   |
| الناتج المحلي الإجمالي (تعادل القوة الشرائية) بليون دولار | 8.92 مليار   | 162.98 مليون                   |
| الناتج المحلي الإجمالي الاسمي للفرد دولار أمريكي          | 22.82 ألف    | 9.83 ألف                       |
| الناتج المحلي الإجمالي للفرد دولار أمريكي                 |              |                                |
| مؤشر التنمية البشرية                                      | 0.790        |                                |
| رمز المكالمات الدولي                                      | +1242        | +674                           |
| رمز الإنترنت                                              | .bs          | .nr                            |
| المنطقة الزمنية                                           | 00           | ت ع م+12:00                    |

## منظمات دولية مشتركة
يشترك البلدان في عضوية مجموعة من المنظمات الدولية، منها:
| علم المنظمة | اسم المنظمة                                 | تاريخ انضمام باهاماس | تاريخ انضمام ناورو |
| ----------- | ------------------------------------------- | -------------------- | ------------------ |
|             | يونسكو                                      | 23 أبريل 1981        | 17 أكتوبر 1996     |
|             | منظمة حظر الأسلحة الكيميائية                | ?                    | ?                  |
|             | الاتحاد البريدي العالمي                     | ?                    | ?                  |
|             | منظمة الشرطة الجنائية الدولية               | ?                    | ?                  |
|             | الأمم المتحدة                               | 18 سبتمبر 1973       | 14 سبتمبر 1999     |
|             | الاتحاد الدولي للاتصالات                    | 19 أغسطس 1974        | 10 يونيو 1969      |
|             | مجموعة دول أفريقيا والكاريبي والمحيط الهادئ | ?                    | ?                  |
|             | تحالف الدول الجزرية الصغيرة                 | ?                    | ?                  |
|             | دول الكومنولث                               | ?                    | ?                  |